# Acianthera parahybunensis
Acianthera parahybunensis  là một loài phong lan.

## Hình ảnh

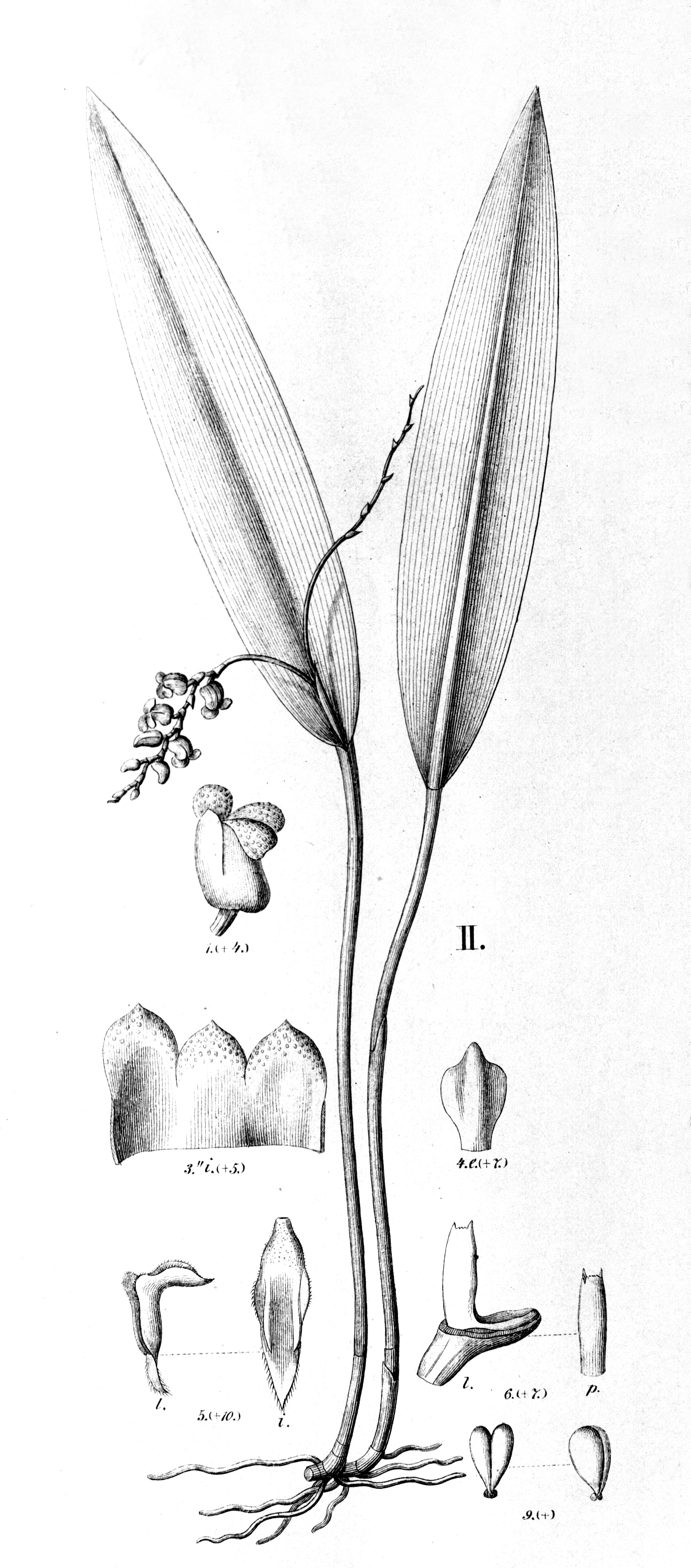
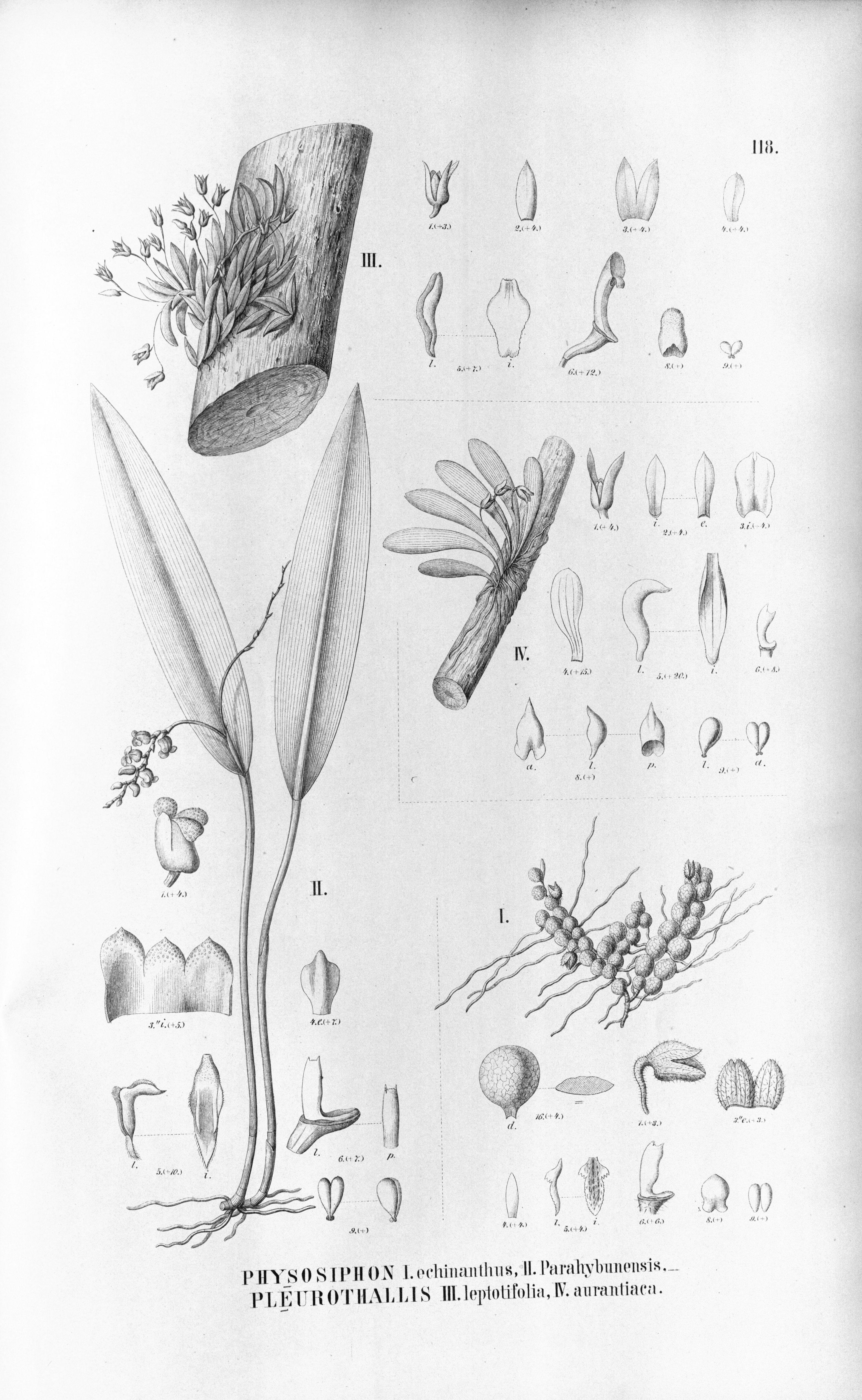